# Летючий прут (ілюзія)

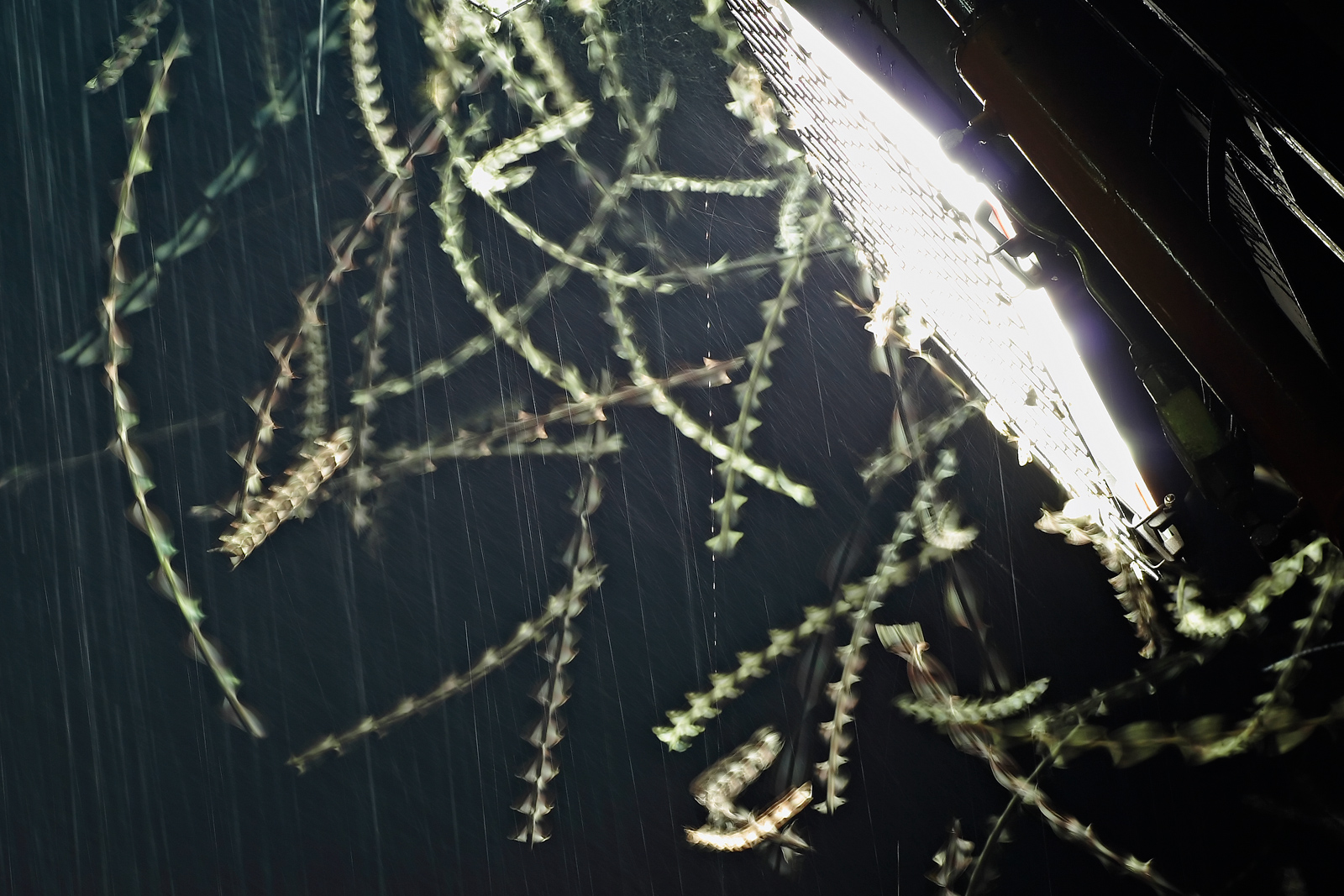
Метелики, зняті з високою витримкою

Летючий прут, летючий стержень (англ. flying rod), небесна риба (англ. skyfish) або шнек — оптична ілюзія, артефакт фотографії та відеозйомки, що виглядає як прут з облямівкою. Поширеним та експериментально підтвердженим науковим поясненням явища є фіксування знімальною технікою з високою витримкою літаючих комах. Крім того є об'єктом вивчення уфології та криптозоології як різновид НЛО і криптид відповідно.

## Історія
Вперше явище було описане американським уфологом Хосе Ескамільйо, який проводив любительську відеозйомку в штаті Нью-Мексико у 1994 році. Прибувши у Розвелл, відомий як місце аварії НЛО, він зафіксував на кадрах невеликий неопізнаний об'єкт у вигляді прута з багатьма крилами, що пролітав перед об'єктивом. Ескамільйо став шукати подібні НЛО на інших власних і чужих фото- і відеозйомках. Створивши тематичний сайт, уфолог привернув до явища увагу громадськості та виявив, що подібні об'єкти часто фіксуються.
Серед найпоширеніших пояснень явища називалися невідомі науці тварини і зонди іншопланетян, з допомогою яких інші розумні істоти спостерігають за Землею. Деякі дослідники стверджували, що летючі прути можуть досягати кількох кілометрів у довжину. Японський уфолог Козьо Ічікава наступним став систематично вивчати летючі прути, заявляючи, що на його батьківщині явище давно відоме і летючі прути навіть вдавалося спіймати місцевим жителям.
В серпні 2005 року китайський телеканал China Central Television випустив документальний фільм у двох частинах, присвячений летючим прутам. Цей вид НЛО розглядався в популярній російській телепередачі «Необъяснимо, но факт» та українській «Паралельний світ».

## Пояснення явища
Криптозоологія розглядає летючі прути як невідомих науці тварин, так званих небесних риб, які здатні літати швидше за всіх відомих істот (понад 200 м/с) і тому непомітні неозброєним оком. Біолог Кен Шварц у 1998 році припустив, що прути мають біологічне походження і звернув увагу, що вони часто фіксуються біля води. Він порівнював їх з вимерлими водними істотами, як аномалокарис.
Уфологія досліджує явище як іншопланетні зонди, космічні кораблі або самих іншопланетян. Окультисти розцінюють летючі прути як нематеріальних істот або істот з інших світів, «сонячні сутності». Дехто вважає, що ці об'єкти слідкують за людьми і особливо часто з'являються незавдовго чи під час катастроф.
Співробітник факультету ентомології Каліфорнійського університету в Ріверсайді Дуг Янегі в 2003 році пояснював летючі прути появою в кадрі комах, коли на один кадр припадає кілька помахів крил комахи. Внаслідок цього вона «розтягується», виглядаючи ніби прямий чи вигнутий прут з облямівкою. Він пояснив появу летючих прутів і на відео: «Це фотографічний артефакт, в основі якого лежить невідповідність між швидкістю відеозйомки і частотою змахів крил комах. По суті, на кожен відеокадр припадає кілька помахів крил комахи, що при перегляді виглядає прутом, оточеним по своїй довжині опуклостями. При русі комахи її напівпрозоре тіло здається прутом, а вібрації крил створюють видимість опуклостей. Будь-яка людина з відеокамерою може відтворити ефект, якщо ви знімаєте достатньо кадрів літаючих комах з підходящої відстані».